# Reprezentacja Wielkiej Brytanii na Mistrzostwach Świata w Narciarstwie Klasycznym 2005
Reprezentacja Wielkiej Brytanii na Mistrzostwach Świata w Narciarstwie Klasycznym 2005 w Oberstdorfie składała się z jednego zawodnika. Był nim biegacz narciarski, Alan Eason.

## Wyniki

### Biegi narciarskie

#### Mężczyźni
Sprint
- Alan Eason - 79. miejsce

15 km stylem dowolnym
- Alan Eason - 110. miejsce

50 km stylem klasycznym
- Alan Eason - nie ukończył